# Apriona paucigranula
Apriona paucigranula là một loài bọ cánh cứng trong họ Cerambycidae.